# غلين كونينغهام (سياسي)
غلين كونينغهام (بالإنجليزية: Glenn Cunningham)‏ هو سياسي أمريكي، ولد في 16 سبتمبر 1943، وتوفي في 25 مايو 2004. حزبياً، نشط في الحزب الديمقراطي. وقد انتخب عضو مجلس ولاية نيوجيرسي وانتخب Mayor of Jersey City, New Jersey ‏ (1 يوليو 2001 – 25 مايو 2004).